# Nilo Peçanha

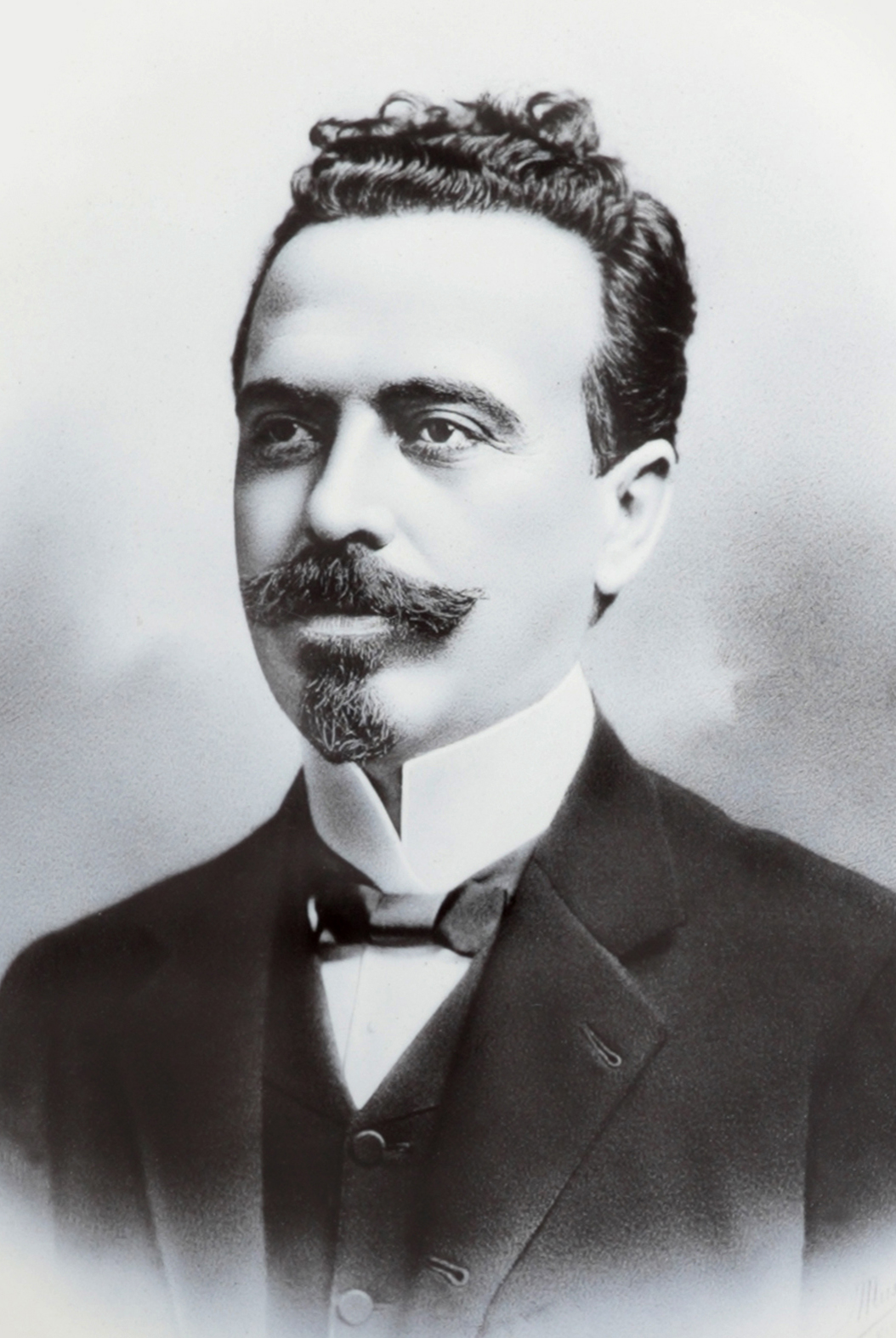
Nilo Procópio Peçanha

Nilo Procópio Peçanha (* 2. Oktober 1867 in Campos dos Goytacazes, Rio de Janeiro; † 31. März 1924 in Rio de Janeiro, Rio de Janeiro) war ein brasilianischer Politiker und vom 14. Juni 1909 bis zum 15. November 1910 siebter Präsident von Brasilien.

## Leben und Wirken
Während der Präsidentschaft von Afonso Augusto Moreira Pena vom 15. November 1906 bis zum 14. Juni 1909 war er Vizepräsident und wurde nach dessen Tod selbst Präsident von Brasilien.